# ژولین لینل
ژولین لینل (انگلیسی: Julien Lyneel؛ زادهٔ ۱۵ آوریل ۱۹۹۰) بازیکن والیبال اهل فرانسه است.
از باشگاه‌هایی که در آن بازی کرده‌است می‌توان به آسیکو رسوویا ژشوف اشاره کرد. وی از سال ۲۰۱۱ عضو تیم ملی والیبال مردان فرانسه است.